# Wilhelm Robert Nessig
Wilhelm Robert Nessig (* 17. Juni 1861 in Wurzen; † 21. Februar 1932 in Dresden) war ein deutscher Lehrer und Geologe.

## Leben
Nach der zu Ostern 1879 abgelegten Reifeprüfung an der Realschule I. Ordnung in Wurzen begann er ein Studium der Naturwissenschaften und Mathematik an der Universität Leipzig. Zu seinen Lehrern gehörten Hermann Credner und Ferdinand Zirkel. Mit einer auf Anregung Zirkels entstandenen Dissertation über die jüngeren Eruptivgesteine des mittleren Elba promovierte er im April 1882 zum Dr. phil. Im darauffolgenden Februar bestand er das Staatsexamen in der mathematisch-naturwissenschaftlichen Sektion.
Nach seinem einjährigen Militärdienst, den er vom April 1883 bis März 1884 beim Königlich Sächsischen Infanterie-Regiment Nr. 107 ableistete, erhielt er eine Probeanstellung am Königlichen Gymnasium in seiner Heimatstadt Wurzen. Im Herbst 1885 wechselte er in den Volksschuldienst über und unterrichtete hauptsächlich Naturwissenschaften und Erdkunde in Knaben- und Mädchenklassen der 5. und 6. Bürgerschule in Leipzig.
Ostern 1889 kam er an die Städtische Realschule in Leipzig, zwei Jahre später erhielt er einen Ruf an die Dreikönigschule in der Dresdner Neustadt. Dort wirkte er, bis er am 1. Juli 1924 infolge von körperlichen Beschwerden aus dem Schuldienst ausschied. In seiner Dresdner Zeit wurde er im Herbst 1891 zum ständigen Oberlehrer, 1907 zum Professor, 1916 zum Studienrat und 1920 zum Oberstudienrat ernannt. Zudem wurden ihm 1902 das Ritterkreuz des mecklenburgischen Greifenordens und 1917 das sächsische Kriegsverdienstkreuz verliehen.
Neben dem Unterricht beschäftigte er sich mit der Geologie der Dresdner Umgebung. Mit den 1897/1898 veröffentlichen Geologischen Exkursionen in der Umgegend von Dresden legte er ein Werk vor, das zusammen mit Richard Becks 1897 erschienenem Geologische[n] Wegweiser durch das Dresdner Elbthalgebiet für die geologisch interessierten Kreise Dresdens äußerst hilfreich war und im Schulunterricht befruchtend wirkte.
Nessig war von 1893 bis 1923 tätiges Mitglied der Naturwissenschaftlichen Gesellschaft Isis zu Dresden, in der er unter anderem auch über seine Untersuchungen der Sande in der näheren Umgebung Dresdens, Beobachtungen der pommerschen Küste oder Gesteinsdünnschliffe des Kaiserstuhls in Baden berichtete. Nach dem krankheitsbedingten Rückzug aus der Isis und dem Schuldienst zeigte er weiterhin starkes Interesse für geologische Arbeiten.
Robert Nessig starb am 21. Februar 1932 in Dresden und wurde von Walther Fischer am 10. März des Jahres im Rahmen eines über ihn bei der Isis gehaltenen Vortrags gewürdigt.
Dank seiner Witwe Martha Nessig gingen die von ihm aufgebauten mineralogischen und geologischen Sammlungen in den Besitz des Staatlichen Museums für Mineralogie, Geologie und Vorgeschichte zu Dresden über.

## Veröffentlichungen
- Bemerkung zu A. Penck’s Abhandlung über die pyroxenführenden Gesteine des nordsächsischen Porphyrgebietes. In: Tschermaks mineralogische und petrographische Mitteilungen 5, S. 85–86, Wien 1883.
- Die jüngeren Eruptivgesteine des mittleren Elba. In: Dissertation Leipzig; Zeitschrift der Deutschen Geologischen Gesellschaft 35, 1883, S. 101–133, 4. Fig., Berlin 1883.
- Die Sande der Umgebung von Dresden. In: Sitzungsberichte und Abhandlungen der Naturwissenschaftlichen Gesellschaft Isis, Dresden 1895, S. 71–78.
- Geologische Exkursionen in der Umgegend von Dresden. In: Jahresbericht der Dreikönigsschule Dresden-Neustadt 1897 und 1898; erweitert, mit 2 Tafeln, Dresden 1898 (Digitalisat der SLUB Dresden).
- Diluvialsande bei Dresden. In: Sitzungsberichte und Abhandlungen der Naturwissenschaftlichen Gesellschaft Isis, Dresden 1897, S. 19–20.
- Studien über den Dresdner Haidesand. In: Sitzungsberichte und Abhandlungen der Naturwissenschaftlichen Gesellschaft Isis, Dresden 1898, S. 27–32.
- Neue Tiefbohrungen. In: Sitzungsberichte und Abhandlungen der Naturwissenschaftlichen Gesellschaft Isis, Dresden 1899, S. 16–18.
- Tiefbohrungen in der Dresdner Haide. In: Sitzungsberichte und Abhandlungen der Naturwissenschaftlichen Gesellschaft Isis, Dresden 1901, S. 14–15.
- Graphitreiche Zermalmungsprodukte des Lausitzer Granites. In: Sitzungsberichte und Abhandlungen der Naturwissenschaftlichen Gesellschaft Isis, Dresden 1902. S. 61–62.
- Neue Tiefbohrung in Dresden. In: Sitzungsberichte und Abhandlungen der Naturwissenschaftlichen Gesellschaft Isis, Dresden 1906, S. 24–27.
- Beobachtungen im Diluvium der pommerschen Küste. In: Sitzungsberichte und Abhandlungen der Naturwissenschaftlichen Gesellschaft Isis, Dresden 1912. S. 5–6.

## Anhang